# Mexiko i olympiska vinterspelen 1994
Mexiko deltog med en deltagare vid de olympiska vinterspelen 1994 i Lillehammer. Landets deltagare erövrade ingen medalj.